# Ladislav Ženíšek
Ladislav Ženíšek (Vinohrady, 1904. március 7. – 1985. május 14.), világbajnoki ezüstérmes csehszlovák válogatott labdarúgó, edző.
A csehszlovák válogatott tagjaként részt vett az 1934-es világbajnokságon.

## Sikerei, díjai

### Játékosként
Slavia Praha
- Csehszlovák bajnok (5): 1929–30, 1930–31, 1932–33, 1933–34, 1934–35

Csehszlovákia
- Világbajnoki döntős (1): 1934